# Prosype filiformis
Prosype filiformis là một loài bọ cánh cứng trong họ Cerambycidae.